# Gran Turismo 2
Gran Turismo 2 (jap. グランツーリスモ2 Guran Tsūrisumo Tsū) – komputerowa gra wyścigowa stworzona przez Polyphony Digital i wydana w 1999 roku przez Sony Computer Entertainment na konsolę PlayStation. Jest to druga część serii gier komputerowych Gran Turismo. Odniosła sukces komercyjny – grę sprzedano w liczbie 9,37 miliona egzemplarzy.

## Rozgrywka
Gran Turismo 2 zawiera dwa tryby: Arcade (zręcznościowy) oraz Simulation (symulacyjny). Tryb Arcade pozwala na wybór jednej z trzech klas samochodów oraz jednego z trzech poziomów trudności. Tryb ten jest przystępniejszy dla typowego gracza; w jego ramach gracz może uczestniczyć w wyścigach ulicznych, rajdach czy też wyścigach na czas. Tryb Simulation natomiast jest bardzo rozbudowany, gdyż w nim gracz rozpoczyna karierę kierowcy wyścigowego. Przed wyścigiem gracz może kupować lub sprzedawać samochody, rasować je, dokupując i wyposażając samochody w takie podzespoły jak: turbosprężarka, zawieszenie, skrzynia biegów, modyfikować silnik itp., wymieniać koła, testować ich szybkość, czy też starać się o licencje dające dostęp do trudniejszych wyścigów i pojazdów o lepszych osiągach (tych licencji jest sześć).

## Soundtrack
1. Ash - "Death Trip 21"
2. Everything But The Girl - "Blame (Grooverider Jeep Mix)"
3. Fatboy Slim - "lllling in Heaven"
4. Mansun - "Take It Easy Chicken (Instrumental)"
5. Propellerheads - "Big Dog"
6. Stereophonics - "Bartender and The Thief (Instrumental)"
7. The Cardigans - "My Favourite Game (Faithless Remix)"